# الإدمان (فلم 1995)
الإدمان (بالإنجليزية: The Addiction) هو فيلم رعب مصاص دماء أمريكي إنتاج عام 1995 من إخراج أبيل فيرارا وبطولة ليلي تايلور وكريستوفر والكن وأنابيلا سيورا. يظهر إيدي فالكو وكاثرين إربي في الأدوار مساندة. كتب الفيلم نيكولاس سانت جون ، المتعاون الدائم مع فيرارا ، وتم تصويره بالأبيض والأسود. تدور أحداث الفيلم حول طالب دراسات عليا في الفلسفة تحول إلى مصاص دماء بعد أن عضته امرأة أثناء لقاء صدفة. بعد الهجوم ، بدأت في تطوير إدمان لدم الإنسان. اعتبر الفيلم قصة رمزية عن إدمان المخدرات ورواية رمزية للمفهوم اللاهوتي للخطيئة.

## الحبكة
تعرضت كاثلين كونكلين ، وهي طالبة انطوائية تخرج في قسم الفلسفة في جامعة نيويورك ، للهجوم ذات ليلة من قبل امرأة تطلق على نفسها اسم "كازانوفا". دفعت كاثلين إلى بئر السلم ، وتعض رقبتها وتشرب دمها. سرعان ما تطور كاثلين العديد من الأعراض التقليدية لمصاص الدماء ، بما في ذلك النفور من ضوء النهار ونفور الطعام. تزداد عدوانية في السلوك وتقترح مستشار أطروحتها لممارسة الجنس في شقتها ، وبعد ذلك تسرق المال من محفظته أثناء نومه. يلاحظ جين ، وهو طالب دكتوراه في مجموعة كاثلين ، تغيرًا سريعًا في شخصية كاثلين.
خلال أسبوع النهائيات في المكتبة ، تلتقي كاثلين بطالبة في علم الأنثروبولوجيا. يذهب الاثنان إلى شقة المرأة للدراسة ، حيث تعض كاثلين رقبتها. بينما تبكي الشابة بشكل لا يصدق ، تخبرها كاثلين ببرود أن "لامبالاتي ليست مصدر القلق هنا ، إن دهشتك هي التي تحتاج إلى الدراسة". في وقت لاحق ، تلتقي كاثلين بأحد معارفها ، الذي يعرف باسم الشارع "أسود" ، في مطعم ديلي. تقترحه لممارسة الجنس ويغادر الاثنان ولكن سرعان ما تهاجمه في شارع فارغ ويشرب دمه. في وقت لاحق في الحرم الجامعي ، تواجه كاثلين جين ، وهي تتجول حول طبيعة الذنب ، قبل أن تشرع في عض رقبتها وشرب دمها.
أثناء المشي في الشارع ، تلتقي كاثلين بـ Peina ، مصاص دماء يدعي أنه غزا إدمانه تقريبًا ونتيجة لذلك أصبح بشريًا تقريبًا. لبعض الوقت ، احتفظ بها في منزله ، محاولًا مساعدتها على التغلب على منزلها ، وأوصى بقراءة الغداء العاري لـ William S. لاحقًا ، دافعت كاثلين عن أطروحتها أمام لجنة ، وحصلت على درجة الدكتوراه في الفلسفة. في حفل تخرج القسم ، تتغذى هي وجان على دم نادلة في خزانة تخزين. بعد ذلك ، شرعت هي وكازانوفا وجان وبعض ضحايا كاثلين الآخرين في مهاجمة الحاضرين الآخرين في عربدة دامية فوضوية.
كاثلين ، التي تناولت جرعة زائدة على ما يبدو من الحفرة الدموية وتبدو ممزقة بالندم ، تتجول في الشوارع. ينتهي بها الأمر في المستشفى وتطلب من الممرضة تركها تموت لكن الممرضة ترفض. تقرر كاثلين الانتحار عن طريق مطالبة الممرضة بفتح الستائر. بعد أن تغادر الممرضة ، يظهر كازانوفا في غرفة مستشفى كاثلين ويغلق الستائر ويقتبس من آر سي سبرول لها. بعد ذلك ، يزور كاهن كاثوليكي غرفة كاثلين ويوافق على إدارة Viaticum. في المشهد الأخير ، تزور كاثلين قبرها في وضح النهار. في التعليق الصوتي ، تقتبس كاثلين: "الكشف عن الذات هو إبادة للذات".